# 베이스볼 (비디오 게임)
베이스볼(ベースボール, Baseball)은 닌텐도 초기에서 1983년에 발매된, 패밀리 컴퓨터용 게임 소프트웨어이다. 1986년 2월 21일에 디스크 시스템이 이식되었다.

## 같이 보기
- 패밀리 컴퓨터 게임의 목록